# June Burgers
June Burgers (23 juni 2004) is een Nederlands voetbalster. Ze speelt als verdediger voor Excelsior in de Vrouwen Eredivisie.

## Clubcarrière
Burgers begon haar voetbalcarrière bij FC 's-Gravenzande alvorens ze onderdeel ging uitmaken van de jeugdopleiding van ADO Den Haag. In het seizoen 2021/22 zat zij voor het eerst bij de wedstrijdselectie van het eerste elftal. Burgers maakte vervolgens haar debuut tegen VV Alkmaar. Burgers speelde op de rechtsback positie. In 2023 tekende ze haar eerste profcontract bij de club uit de Hofstad waarmee ze definitief werd overgeheveld naar de eerste selectie. In 2024 werd deze verbintenis verlengd tot medio 2025.
Op 25 juni 2025 tekende Burgers een contract bij competitiegenoot Excelsior, waar ze werd gehaald om haar pit en voetballend vermogen.

## Statistieken
| Seizoen | Club         | Land      | Competitie         | Wedstrijden | Doelpunten |
| ------- | ------------ | --------- | ------------------ | ----------- | ---------- |
| 2021/22 | ADO Den Haag | Nederland | Vrouwen Eredivisie | 1           | 0          |
| 2022/23 | ADO Den Haag | Nederland | Vrouwen Eredivisie | 0           | 0          |
| 2023/24 | ADO Den Haag | Nederland | Vrouwen Eredivisie | 1           | 0          |
| 2024/25 | ADO Den Haag | Nederland | Vrouwen Eredivisie | 8           | 0          |
| 2025/26 | Excelsior    | Nederland | Vrouwen Eredivisie | 0           | 0          |
| Totaal  | Totaal       | Totaal    | Totaal             | 10          | 0          |

Laatste update: 26 juni 2025
1 Van der Klooster ·
2 De With ·
3 Westerink ·
4 Helderman ·
5 Van Goch ·
6 Goretkiová ·
7 Breewel ·
8 Van Spijk ·
9 Ellouzi ·
10 Hendriks ·
11 Martina ·
12 De Raaff ·
16 Lammers ·
17 Vrij ·
18 Van Houwelingen ·
19 De Jong ·
20 Frankena ·
22 Homan ·
23 De Ridder ·
24 Pereira ·
25 Mollink ·
29 Lont ·
43 Hardiek ·
Coach: Kreugel
· Assistent-coach: Brummel